# András Kovács
András Kovács (pronunciado [ˈɒndra:ʃ ˈkova:tʃ]; Chidea, 20 de junio de 1925-Budapest, 11 de marzo de 2017) fue un director de cine y guionista húngaro nacido en Rumania. Dirigió treinta películas entre 1961 y 1996. Su película de 1968 Falak participó en el Festival Internacional de Cine de Moscú. Su película de 1978 A ménesgazda fue seleccionada para participar en el Festival Internacional de Cine de Berlín. Su film de 1981 Ideiglenes paradicsom ganó el Premio de Plata del Festival de Moscú. En 1985, su film The Red Countess participó en el Festival de Moscú.
Fue miembro del jurado en el Festival de Moscú en 1967 y del Festival de Cannes 1976. Su hijo es el actor peruano László Kovács.

## Filmografía seleccionada
- Hideg napok (1966)
- Falak (1968)
- Staféta (1971)
- A ménesgazda (1978)
- Ideiglenes paradicsom (1981)
- A vörös grófnő I-II (1985)

## Premios y distinciones
Festival Internacional de Cine de San Sebastián
| Año  | Categoría                  | Película        | Resultado |
| ---- | -------------------------- | --------------- | --------- |
| 1975 | Premio Especial del Jurado | Bekötöt szemmel | Ganador   |